# Saint-Martin-lès-Langres
Pour les articles homonymes, voir Saint-Martin.
Saint-Martin-lès-Langres est une commune française située dans le département de la Haute-Marne, en région Grand Est.

## Géographie
La commune de Saint-Martin-lès-Langres se situe au carrefour de trois autres communes, Beauchemin (Haute-Marne), accessible via une route qui se situe sur le haut du village. Humes-Jorquenay, dont on a accès via une route qui se situe sur la partie basse du village. Pour finir, nous pouvons aussi rejoindre Saint-Ciergues via une route sur le haut du village. Il existe aussi une route qui donne sur le Moulin.
L'organisation du village est très simple, la commune est dotée de deux rues principales, une qui traverse le village par le centre, "Rue ", et une supérieure (partie haute du village) "Rue de l'église", elles sont rejointes soit par le côté de Saint-Ciergues, soit par une rue, communément appelée "Caron". Il y a quelques autres rues, une qui est désormais sans issues, et une autre, qui est en sens unique "Rue des Charrières" et qui permet de rejoindre le Moulin plus facilement. Il existe un petit lotissement, sur le haut du village en partant sur Beauchemin.
La commune donne sur le Lac de la Mouche, il est possible de l'observer ainsi que son barrage, depuis plusieurs points dans le village.

La commune se situe aussi sur le trajet de la Via Francigena. 
| Beauchemin |                          | Humes-Jorquenay |
|            | Saint-Martin-lès-Langres |                 |
|            | Saint-Ciergues           |                 |

### Hydrographie
La commune est dans la région hydrographique « la Seine de sa source au confluent de l'Oise (exclu) » au sein du bassin Seine-Normandie. Elle est drainée par la Mouche,.
La Mouche, d'une longueur de 15 km, prend sa source dans la commune de Noidant-le-Rocheux et se jette  dans la Marne à Humes-Jorquenay, après avoir traversé cinq communes. 

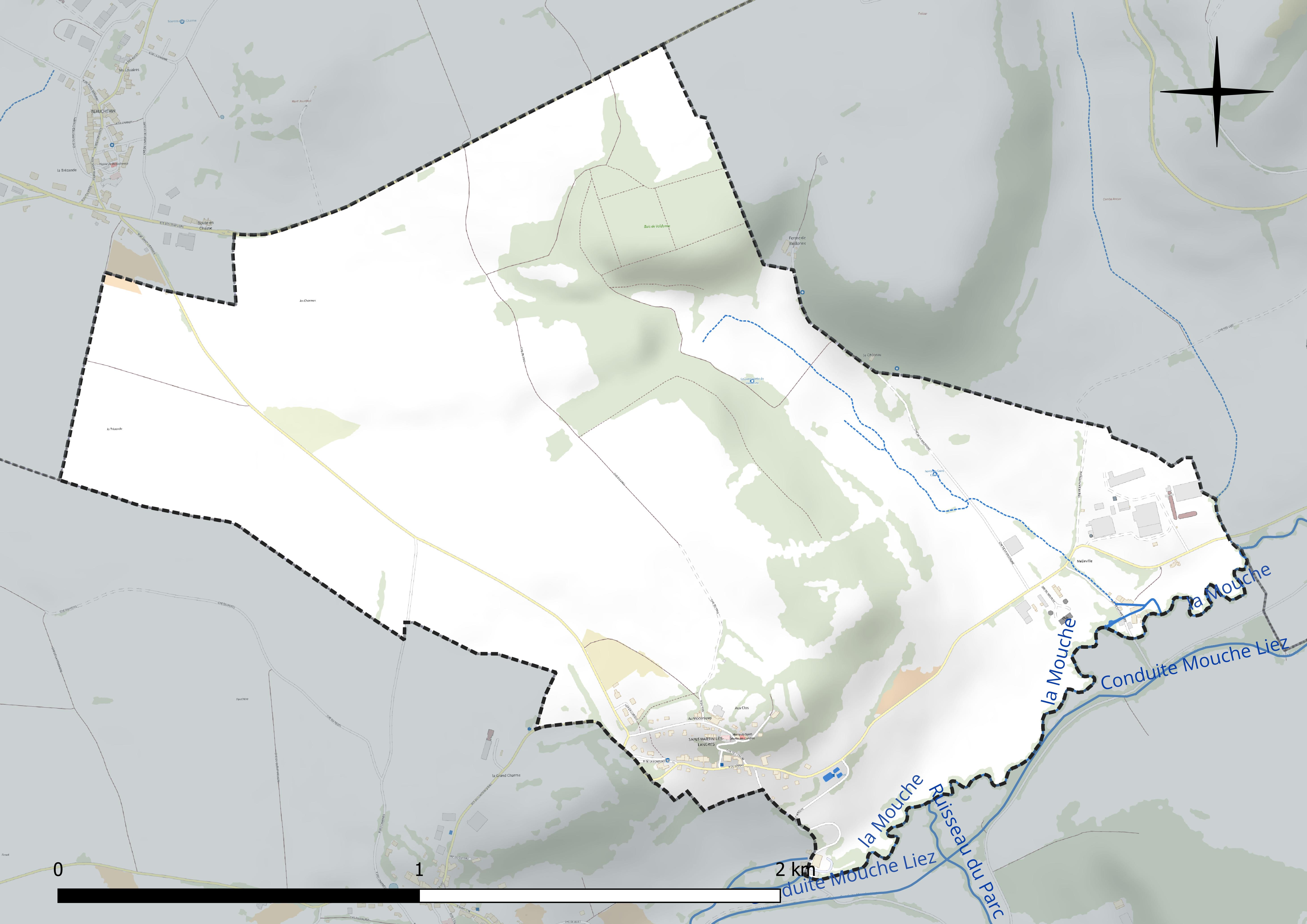
Réseau hydrographique de Saint-Martin-lès-Langres.

### Climat
Pour des articles plus généraux, voir Climat du Grand Est et Climat de la Haute-Marne.
En 2010, le climat de la commune est de type climat de montagne, selon une étude du Centre national de la recherche scientifique s'appuyant sur une série de données couvrant la période 1971-2000. En 2020, Météo-France publie une typologie des climats de la France métropolitaine dans laquelle la commune est exposée à un climat océanique altéré et est dans la région climatique  Lorraine, plateau de Langres, Morvan, caractérisée par un hiver rude (1,5 °C), des vents modérés et des brouillards fréquents en automne et hiver. 
Pour la période 1971-2000, la température annuelle moyenne est de 9,6 °C, avec une amplitude thermique annuelle de 16,7 °C. Le cumul annuel moyen de précipitations est de 931 mm, avec 13,4 jours de précipitations en janvier et 9,1 jours en juillet. Pour la période 1991-2020, la température moyenne annuelle observée sur la station météorologique de Météo-France la plus proche, « Langres », sur la commune de Langres à 7 km à vol d'oiseau, est de 10,2 °C et le cumul annuel moyen de précipitations est de 896,1 mm. 
La température maximale relevée sur cette station est de 38,8 °C, atteinte le 25 juillet 2019 ; la température minimale est de −21,2 °C, atteinte le 2 février 1956,,. 
Les paramètres climatiques de la commune ont été estimés pour le milieu du siècle (2041-2070) selon différents scénarios d'émission de gaz à effet de serre à partir des nouvelles projections climatiques de référence DRIAS-2020. Ils sont consultables sur un site dédié publié par Météo-France en novembre 2022.

## Urbanisme

### Typologie
Au 1er janvier 2024, Saint-Martin-lès-Langres est catégorisée commune rurale à habitat dispersé, selon la nouvelle grille communale de densité à sept niveaux définie par l'Insee en 2022.
Elle est située hors unité urbaine. Par ailleurs la commune fait partie de l'aire d'attraction de Langres, dont elle est une commune de la couronne,. Cette aire, qui regroupe 77 communes, est catégorisée dans les aires de moins de 50 000 habitants,.

### Occupation des sols
L'occupation des sols de la commune, telle qu'elle ressort de la base de données européenne d’occupation biophysique des sols Corine Land Cover (CLC), est marquée par l'importance des territoires agricoles (81,7 % en 2018), une proportion identique à celle de 1990 (81,7 %). La répartition détaillée en 2018 est la suivante : 
terres arables (46,6 %), prairies (35,1 %), forêts (18,3 %). L'évolution de l’occupation des sols de la commune et de ses infrastructures peut être observée sur les différentes représentations cartographiques du territoire : la carte de Cassini (XVIIIe siècle), la carte d'état-major (1820-1866) et les cartes ou photos aériennes de l'IGN pour la période actuelle (1950 à aujourd'hui).

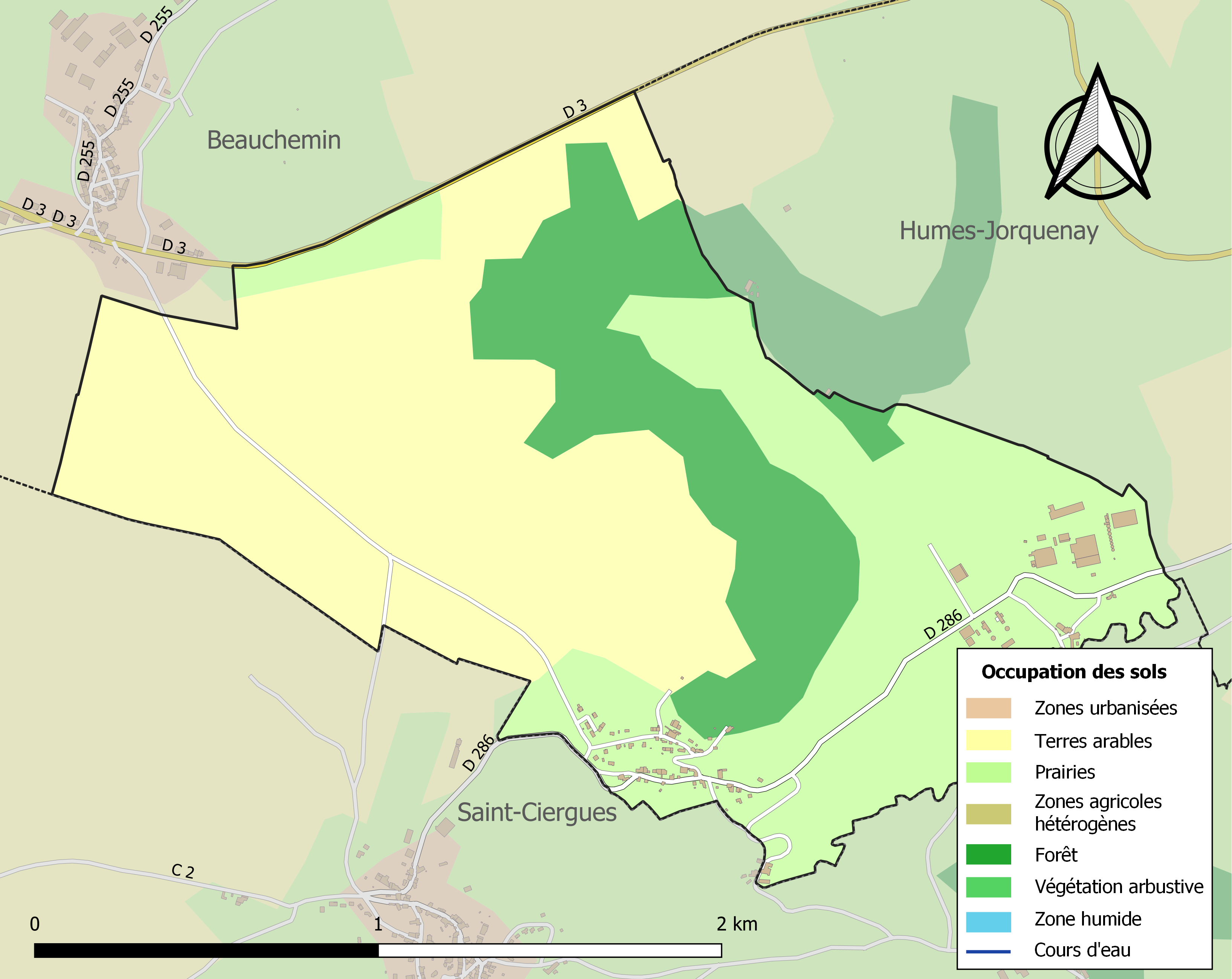
Carte des infrastructures et de l'occupation des sols de la commune en 2018 (CLC).

## Politique et administration

### Liste des maires
| Période                                  | Période  | Identité           | Étiquette | Qualité |
| ---------------------------------------- | -------- | ------------------ | --------- | ------- |
| Les données manquantes sont à compléter. |          |                    |           |         |
| 1973 - 1977                              |          | Bernard Devilliers |           |         |
| 1984 - 1989                              |          | Bernard Devilliers |           |         |
| mars 2001                                | En cours | Jean-Luc Fontaine  |           |         |

## Population et société

### Démographie
L'évolution du nombre d'habitants est connue à travers les recensements de la population effectués dans la commune depuis 1793. Pour les communes de moins de 10 000 habitants, une enquête de recensement portant sur toute la population est réalisée tous les cinq ans, les populations de référence des années intermédiaires étant quant à elles estimées par interpolation ou extrapolation. Pour la commune, le premier recensement exhaustif entrant dans le cadre du nouveau dispositif a été réalisé en 2005.

En 2022, la commune comptait 106 habitants, en évolution de −2,75 % par rapport à 2016 (Haute-Marne : −4,62 %, France hors Mayotte : +2,11 %).
| 1793 | 1800 | 1806 | 1821 | 1831 | 1836 | 1841 | 1846 | 1851 |
| ---- | ---- | ---- | ---- | ---- | ---- | ---- | ---- | ---- |
| 144  | 142  | 148  | 158  | 156  | 170  | 161  | 160  | 145  |

| 1856 | 1861 | 1866 | 1872 | 1876 | 1881 | 1886 | 1891 | 1896 |
| ---- | ---- | ---- | ---- | ---- | ---- | ---- | ---- | ---- |
| 154  | 149  | 147  | 145  | 149  | 143  | 148  | 134  | 117  |

| 1901 | 1906 | 1911 | 1921 | 1926 | 1931 | 1936 | 1946 | 1954 |
| ---- | ---- | ---- | ---- | ---- | ---- | ---- | ---- | ---- |
| 115  | 133  | 104  | 136  | 120  | 160  | 102  | 114  | 112  |

| 1962 | 1968 | 1975 | 1982 | 1990 | 1999 | 2005 | 2006 | 2010 |
| ---- | ---- | ---- | ---- | ---- | ---- | ---- | ---- | ---- |
| 80   | 63   | 54   | 65   | 66   | 53   | 69   | 69   | 95   |

| 2015 | 2020 | 2022 | - | - | - | - | - | - |
| ---- | ---- | ---- | - | - | - | - | - | - |
| 107  | 108  | 106  | - | - | - | - | - | - |

## Culture locale et patrimoine

### Lieux et monuments
- Domaine de Melville, château style XIXe siècle, centre-équestre, ancienne papeterie.

### Personnalités liées à la commune
- Jean Étienne Feytou (1742-1816), musicologue.